# Blaž Zbičajnik
Blaž Zbičajnik, slovenski nogometaš, * 24. julij 1995, Celje.

## Življenjepis
Blaž Zbičajnik se je doma v Stranicah, ki ležijo 19 km severno od Celja. Z nogometom se je začel ukvarjati pri 7 letih. Trenutno je član slovenskega drugoligaša NK Šmartno 1928 in igra tam kot posojen igralec NK Celja. Po navadi igra na poziciji vezista ali pa tudi napadalca. Doslej je igral tudi za mlajše selekcije Slovenije U16 in U18. 